# PSSA
PSSA (ang. penicillin-sensitive Staphylococcus aureus czyli Staphylococcus aureus wrażliwy na penicylinę) –  szczep gronkowca złocistego, który jest wrażliwy na penicylinę naturalną.